# ویرجینیا سیتی (فیلم)
«ورجینیا سیتی» (انگلیسی: Virginia City (film)) فیلمی در ژانر درام و وسترن به کارگردانی مایکل کورتیز، رابرت باکنر، ارول فلین، میریام هاپکینز، راندولف اسکات، و هامفری بوگارت است که در سال ۱۹۴۰ منتشر شد.
این فیلم بر پایهٔ فیلم‌نامه‌ای از رابرت باکنر ساخته شده و دربارهٔ یک افسر اتحادیه است که از زندان کنفدراسی‌ها می‌گریزد و به «ویرجینیا سیتی» فرستاده می‌شود؛ جایی که فرماندهٔ پیشین زندان او قصد دارد پنج میلیون دلار طلا را به ویرجینیا بفرستد تا کنفدراسی را نجات دهد. نخستین نمایش فیلم در شهری به همین نام، «ویرجینیا سیتی» در ایالت نوادا برگزار شد. این اثر به صورت سیاه‌وسفید (سپیا تون) فیلم‌برداری شده‌است.

## داستان
«کِری برادفورد» افسر اتحادیه، از زندان «لیبی» کنفدراسی می‌گریزد. فرماندهٔ این زندان، «ونس ایربی» است. برادفورد پس از بازگشت به مقر اتحادیه، مأمور می‌شود به ویرجینیا سیتی، یک شهر معدنی در نوادا، برود و محل نگهداری پنج میلیون دلار طلایی را بیابد که هواداران جنوب می‌خواهند آن را برای تقویت کنفدراسی رو به زوال بفرستند. در کالسکهٔ پست به سمت غرب، او با «جولیا هِین» آشنا شده و دل‌بستهٔ او می‌شود؛ بی‌آن‌که بداند جولیا در واقع یک هنرمند سالن رقص و جاسوس جنوب است که «جفرسون دیویس» او را برای کمک به انتقال طلا با کاروان واگن‌ها فرستاده‌است. همچنین در کالسکه، «جان مورل» رهبر یک دسته راهزن مکزیکی که خود را فروشندهٔ اسلحه جا زده، حضور دارد. پیش از آنکه مورل و افرادش بتوانند کالسکه را غارت کنند، برادفورد اسلحه را به سوی او می‌گیرد و مورل مجبور می‌شود افرادش را مرخص کند.
با رسیدن کالسکه به ویرجینیا سیتی، جولیا از برادفورد جدا می‌شود و به کاپیتان ایربی خبر می‌دهد که برادفورد در شهر است. برادفورد، ایربی را تا مخفیگاهش که پشت دیواری ساختگی در یک آهنگری پنهان شده، تعقیب می‌کند، اما طلا پیش از رسیدن او منتقل می‌شود. پادگان اتحادیه دستور می‌یابد جاده‌ها را برای جلوگیری از خروج واگن‌ها گشت‌زنی کند.
ایربی که به دیدار پزشک طرفدار جنوب رفته، با مورل روبه‌رو می‌شود که دستش شکسته و دنبال کسی برای درمان است. ایربی به مورل پیشنهاد ده هزار دلار می‌دهد تا افرادش به پادگان حمله کنند و سربازان از نگهبانی جاده‌ها دست بکشند. در این زمان، ایربی قصد دارد برادفورد را دوباره به زندان بازگرداند و جولیا را واسطهٔ دیدار او و برادفورد می‌کند تا او را دستگیر کند.
کاروان شورشیان در یک پاسگاه اتحادیه متوقف می‌شود. در آغاز اجازهٔ عبور می‌یابد، اما وقتی واگن‌های حامل طلا به سختی از خاک نرم عبور می‌کنند، سربازان مشکوک شده و می‌خواهند آن‌ها را بازرسی کنند. درگیری آغاز می‌شود و سربازان کشته می‌شوند. برادفورد در آشوب فرار می‌کند و با تعقیب شورشیان از یک شیب تند پایین می‌افتد. شورشیان او را مرده می‌پندارند و راهشان را به سوی تگزاس ادامه می‌دهند. برادفورد به پاسگاه بازگشته و با تلگراف به فرماندهٔ پادگان خبر می‌دهد. سرگرد «دروئری» با سواره‌نظام می‌رسد، اما به دلیل بی‌اعتمادی به برادفورد، توصیهٔ او را نادیده گرفته و به مسیر اشتباه می‌رود.
برادفورد با یک گروه کوچک راه خود را جدا می‌کند و به کاروان می‌رسد که در یک دره گیر افتاده و هدف حملهٔ راهزنان مورل است. در نبرد، ایربی زخمی می‌شود، اما مهارت‌های نظامی برادفورد و سلاح‌های دوربرد شورشیان، راهزنان را عقب می‌راند. ایربی پیش از مرگ فرماندهی کاروان و طلا را به برادفورد می‌سپارد. برادفورد شبانه طلا را دفن می‌کند تا از دستبرد هر دو طرف جلوگیری کند.
صبح روز بعد، نیروهای دروئری می‌رسند و در حملهٔ دوبارهٔ راهزنان مورل کشته می‌شود. برادفورد مکان طلا را فاش نمی‌کند و به اتهام خیانت بزرگ محاکمه و به مرگ محکوم می‌شود. او در دفاع از خود می‌گوید که به‌عنوان سرباز، جلوی استفادهٔ طلا برای پیروزی جنوب را گرفت، اما به‌عنوان یک انسان، معتقد است طلا باید برای بازسازی جنوب پس از جنگ صرف شود. روز پیش از اعدام، جولیا با «آبراهام لینکلن» دیدار کرده و برای آزادی او شفاعت می‌کند. لینکلن می‌گوید در همین لحظه ژنرال‌های «لی» و «گرانت» در «آپوماتوکس» برای پایان جنگ مذاکره می‌کنند. با پایان جنگ و به نشانهٔ آشتی شمال و جنوب، لینکلن برادفورد را عفو می‌کند.

## بازیگران
ارول فلین در نقش کاپیتان کِری برادفورد
مریم هاپکینز در نقش جولیا هِین
رندولف اسکات در نقش کاپیتان ونس ایربی
هامفری بوگارت در نقش جان مورل
فرانک مک‌هیو در نقش آقای آپجان
آلن هِیل در نقش «اُلاف» موس سوِنسون
گوین ویلیامز در نقش «ماربل‌هد»
جان لیتل در نقش توماس مارشال
داگلاس دامبریل در نقش سرگرد دروئری
مورونی اولسن در نقش دکتر رابرت کامرون
راسل هیکس در نقش جان آرمستد
دیکی جونز در نقش کابّی گیل
فرانک ویلکاکس در نقش سرباز پاسگاه اتحادیه
راسل سیمپسون در نقش فرانک گیلورد
ویکتور کیلیان در نقش آبراهام لینکلن
چارلز میدلتون در نقش جفرسون دیویس

## بدون ذکر در تیتراژ
وارد باند در نقش گروهبان کنفدراسی
روی گوردون در نقش ریچارد تیلور
تراستون هال در نقش جرج مید
هوارد هیکمن در نقش ژنرال پیج
جک موور در نقش افسر پاسگاه
چارلز تروبریج در نقش جیمز سدون
ویلیام هاپر در نقش ستوان

## تولید
این فیلم ادامه‌ای غیرمستقیم بر «شهر دوج» بود، هرچند شخصیت‌های جدیدی داشت و در خط زمانی تاریخی، هشت سال پیش از آن می‌گذرد. عنوان اولیهٔ فیلم «نوادا» بود و قرار بود تقریباً همان کارگردان و بازیگران «شهر دوج» در آن حضور داشته باشند. در نهایت عنوان به «ویرجینیا سیتی» تغییر یافت. ابتدا «اولیویا د هویلند» برای نقش اصلی زن در نظر گرفته شد اما جای خود را به «برندا مارشال» داد و او نیز چند هفته بعد با «مریم هاپکینز» جایگزین شد. «رندولف اسکات» برای نقش مقابل فلین انتخاب شد و «هامفری بوگارت» نیز به‌جای «ویکتور جوری» که با فیلم دیگری قرارداد داشت، نقش‌آفرینی کرد. فیلم‌برداری شش هفته طول کشید و پایگاه آن در «فلگستف»، آریزونا بود.

## اکران و بازخورد
این فیلم در یک مراسم ویژه در رینو و ویرجینیا سیتی نمایش داده شد.

### واکنش منتقدان
«فرانک نیوجنت» از نیویورک تایمز با وجود انتقاد از بازی فلین و هاپکینز نوشت: «در "ویرجینیا سیتی" به اندازهٔ کافی اکشن متمرکز و حال و هوای وسترن قدیمی هست که آن را سرگرم‌کننده کند.» نشریهٔ «ورایتی» نوشت: «به عنوان یک فیلم پر از تیراندازی، اثر درجه‌یک است، اما به‌عنوان روایتی تاریخی از سینما، بسیار پایین‌تر از انتظارات عنوان و گروه سازنده قرار می‌گیرد.» مجلهٔ «فیلمینک» نیز آن را «فیلمی پرخرج و پر سروصدا که بیشتر به دنبال عظمت و شکوه است تا تعلیق و هیجان» توصیف کرد.

### گیشه
طبق آمار استودیو برادران وارنر، فیلم ۱٬۵۱۸٬۰۰۰ دلار در داخل آمریکا و ۶۰۲٬۰۰۰ دلار در خارج فروش داشت. این اثر پس از اکران در فرانسه در سال ۱۹۴۷، به یکی از محبوب‌ترین فیلم‌های سال در آن کشور بدل شد.